# Ron Fresen
Ron Fresen (Den Haag, 22 oktober 1958) is een voormalig Nederlands politiek verslaggever, die in het verleden werkzaam was voor de NOS.
Fresen was in 1987 een van de initiatiefnemers bij de oprichting van het regionale radiostation Radio West in Den Haag. Hij werkte hier tot 1995 en ging vervolgens werken op de parlementaire redactie van Veronica Nieuwsradio. Hierna vertrok hij naar TV West om daar televisieverslaggever te worden. Hier werd hij in 2000 hoofdredacteur. Toen in 2001 Radio en TV West fuseerden tot Omroep West, werd Fresen hier ook hoofdredacteur.
In 2004 verliet hij Omroep West om bij de NOS aan de slag te gaan als politiek verslaggever bij het NOS Journaal. In 2014 volgt hij Dominique van der Heyde op als eerste politiek duider van dit programma. Op 29 januari 2015 debuteerde Fresen onverwacht als anchorman, toen hij een geïmproviseerde uitzending van de NOS vanaf locatie presenteerde. Het achtuurjournaal werd die avond niet uitgezonden, omdat een man de NOS-studio’s in Hilversum was binnengedrongen en zendtijd eiste.
In 2018 werd er een ongeneeslijke vorm van prostaatkanker vastgesteld bij Fresen. In oktober 2021 kondigde hij – rond de presentatie van zijn boek Acht jaar Achtuur – aan per 1 mei 2022 met zijn werk bij de NOS te stoppen. Naast dat de prostaatkanker terugkeerde, merkte de verslaggever dat hij cynisch werd over de Haagse politiek toen hij gedwongen thuis zat wegens Covid-19 in maart 2021.
Op 22 april 2022 nam hij afscheid van zijn collega’s en zijn kijkers.
Fresen is sinds december 2022 een van de presentatoren van het politieke programma Spuigasten op de Haagse stadsomroep Den Haag FM. In november 2023 interviewde hij demissionair minister-president Mark Rutte, die daarin aangaf dat hij te lang premier was geweest. De uitspraken van Rutte in het programma haalden zelfs het internationale nieuws, nadat hij aangaf dat hij beschikbaar is om secretaris-generaal van de NAVO te worden.
Samen met NOS-verslaggeefster Wilma Borgman publiceerde Fresen in mei 2024 een boek over Rutte: Het raadsel Rutte. In het boek proberen Fresen en Borgman een kant van Rutte als premier te beschrijven die de buitenwereld niet heeft gezien.

## Bestseller 60
| Boeken met noteringen in de Nederlandse Bestseller 60 | Jaar van verschijnen | Datum van binnenkomst | Hoogste positie | Aantal weken | Opmerkingen                       |
| ----------------------------------------------------- | -------------------- | --------------------- | --------------- | ------------ | --------------------------------- |
| Het raadsel Rutte                                     | 2024                 | 22-05-2024            | 5               | 8            | in samenwerking met Wilma Borgman |